# Рефлекс (противотанковый ракетный комплекс)
«Рефлекс-М» (индекс ГРАУ 9К119М, по классификации МО США и НАТО AT-11 Sniper, англ. Снайпер) — комплекс управляемого танкового ракетного вооружения для борьбы с танками, вертолётами, ДОТами и другими высокозащищёнными наземными, надводными или низколетящими целями на больших дистанциях. Пуск осуществляется из гладкоствольной пушки калибра 125 мм (Т-64, Т-72, Т-80, Т-90, 2А45М «Спрут-Б», 2С25 «Спрут-СД» и пр.). Разработан в тульском КБ приборостроения.

## История
В 1976 году на вооружение в составе танка Т-64Б был принят комплекс управляемого вооружения «Кобра» московского КБ точного машиностроения с радиокомандной системой наведения, но он не был совместим с танками Т-72. Выбранный тип системы наведения неизбежно приводил к высокой цене и крупногабаритности радиоуправляемого боеприпаса, который пришлось разделить на две части, автоматически стыкуемые в казённике при заряжании. Харьковский автомат заряжания Т-64 (унаследованный Т-80) позволил исполнить разъём неосесимметричным, так как в его «корзине» ориентация частей была предсказуемой, но для «карусели» нижнетагильского механизма заряжания нужно было заново проектировать осесимметричный разъём, что не имело смысла по экономическим причинам: «мобилизационный» танк Т-72 должен был быть дешёвым и массовым, что никак не сочеталось с высокой ценой радиоаппаратуры такого комплекса.
Однако позднее в тульском КБ приборостроения был для буксируемой противотанковой артиллерии разработан и в 1981 году принят на вооружение комплекс «Кастет» с малогабаритным реактивным снарядом, наводящимся по лазерному лучу. На основе того же самого снаряда были в короткие сроки созданы танковые комплексы для модернизации Т-55 и Т-62, составлявших основу танкового парка СССР, и была начата разработка комплекса с увеличенным в диаметре боеприпасом для Т-72.

## «Инвар»
Управляемые активно-реактивные снаряды 9М119М «Инвар» и 9М119М1 «Инвар-М» оснащены твердотопливными двигателями и выполнены по аэродинамической схеме «утка». Управление ими осуществляется в полуавтоматическом режиме по лучу лазера. Особое внимание было уделено помехозащищённости комплекса и возможности его применения в различных климатических условиях.
Боевая часть обеих ракет — тандемная кумулятивная — на ней размещены 2 заряда (лидирующий и основной). Лидирующий заряд предназначен для уничтожения динамической защиты и противокумулятивных экранов. Основной заряд обеспечивает пробитие основной брони и уничтожение техники.
Для уничтожения пехоты, инженерных сооружений и легкобронированной техники был разработан вариант ракеты с термобарической боевой частью.
При эксплуатации снаряды не требуют обслуживания или проверок и остаются боеспособными на протяжении всего срока службы.
На вооружение комплекс 9М119М «Инвар» была принята в 1992 году, 9М119М1 «Инвар-М1» — во второй половине 1990-х.
Траектория полёта — спираль.

## Состав
В состав комплекса «Рефлекс-М» входят:
- Выстрелы 3УБК20 с ПТУР 9М119М «Инвар» или 3УБК20М с ПТУР 9М119М1 «Инвар-М1» для 125 мм гладкоствольной пушки.
- Прицел-прибор наведения, интегрированный с дальномером 1А45Т «Иртыш» и с информационным блоком 9С516
- Преобразователь напряжения 9С831
- Блок автоматики 9С517-1С
- (только в составе контрольно-поверочной машины) — контрольно-поверочная аппаратура комплекса

## Средства на основе «Рефлекса»
На основе комплекса «Рефлекс» были разработаны:
- советский ПТУР «Корнет» разработки Тульского КБП.

## Контракты
Индия в 2012 году заключила контракт на поставку 10 000 ПТУР для Т-90 (по шесть ПТУР на танк, стандартный боекомплект) на сумму 20 млрд. рупий (около $37 000 за ракету), планируется заключить ещё один контракт на лицензионное производство 15 000 ракет.
Принят на вооружение в китайском танке Тип 99.